# Sugus
Le Sugus /sy.gys/ est un bonbon créé en 1931 par le chocolatier suisse Suchard, qui fait partie du groupe Wrigley depuis 2005. Il a été inscrit au Patrimoine culinaire suisse.

## Forme
À l'origine, c'est un bonbon de forme carrée, de 4 cm2, haut de 7 mm. Dans un endroit frais et sec, les Sugus se conservent environ dix ans.

## Composition et goûts
Le sugus est composé de sucre, de sirop de glucose, de matière grasse végétale hydrogénée (huile de palme), de gélatine, d'acide citrique (acidifiant), de 0,5 % de jus de fruits concentré, d'arômes, de lécithine (émulsifiant, E322) et de colorants (E162, E160a, E160e et E163). La recette des Sugus a été modifiée au cours de son histoire. Il existe plusieurs saveurs : ananas, citron, fraise, orange, pomme, cerise, poire et pêche (melon au Portugal, menthe en Argentine et framboise en Thaïlande).

## Production
Jusqu'en 1993, le Sugus est produit par Jacobs-Suchard-Tobler à Neuchâtel en Suisse. La production est ensuite transférée en France, à Reims sur le site Kréma (Kraft Jacob Suchard), qui a fermé fin 1998. Sugus est vendu par Kraft Foods à Wrigley en 2005. Il est désormais produit en Chine ainsi qu'à Tourcoing, par l'intermédiaire de Confiserie Du Nord.

## Marchés principaux
Il est commercialisé en Suisse, Luxembourg, Afrique du Sud, Argentine, Belgique, Brunei, Cambodge, Chine, Espagne, Hong Kong, Indonésie, Japon, Macao, Malaisie, Mexique, Philippines, Portugal, Roumanie, Namibie, Taïwan, Thaïlande, Uruguay et au Vietnam.
Cette friandise est très cotée en Asie. À Hong Kong, elle serait même considérée comme un porte-bonheur.

## Le Sugus dans la littérature
Ce bonbon, souvent cité, est le préféré de Fermín Romero de Torres, héros du roman L'Ombre du vent de Carlos Ruiz Zafón.

## Le Sugus au théâtre
Ce bonbon est très apprécié de Marie-Thérèse Porchet. Le Sugus apparaît surtout dans son spectacle « La Truie est en moi ».